# Diocese
Em algumas formas de Cristianismo, uma diocese (do grego antigo διοίκησις, dióikessis, pelo latim dioecēsis) é uma unidade territorial administrada por um bispo. É também referida como um bispado, área episcopal ou sede episcopal (como na Igreja Metodista). A diocese é a unidade geográfica mais importante da organização territorial da Igreja. Na Igreja Católica Romana e Comunhão Anglicana, uma importante diocese é chamada de uma arquidiocese (geralmente devido à sua dimensão ou importância histórica), que é governada por um arcebispo, que pode ter autoridade metropolitana sobre outras dioceses. No catolicismo, o Papa cria as dioceses em todo o mundo e escolhe os seus bispos.

## História

### Império Romano
Originalmente o termo diocese (em grego: dioikesis) era um termo usado no direito romano para designar o território e a jurisdição de uma cidade (civitas). Esse nome também foi dado à subdivisão administrativa de algumas províncias governadas por legados (legati), sob a autoridade do governador da província. Diocleciano designava de "diocese" as doze grandes divisões no Império.

### Cristianismo
O bispo cristão geralmente residia na civitas, assim o território administrado por ele, normalmente coincidia com o território da cidade, que passou a ser conhecido eclesiasticamente por seu termo civil usual, "diocese". Inicialmente o termo usado para os grupos locais de cristãos sujeitos a um bispo era ekklesia (igreja no sentido local), e em uma data posterior, Paroikia, que significa "vizinhança", o Concílio de Niceia em 325 aplicou este termo para o território sujeito a um bispo. Esta expressão foi mantida no Oriente, onde a Concílio de Constantinopla (381) reservou a palavra diocese para o território sujeito a um patriarca. No Ocidente nos séculos XI e XII, o termo paróquia ainda era usualmente empregado para designar o território sob a jurisdição de um bispo. Por outro lado, o significado atual da palavra diocese já era empregado na África no final do século IV e depois na Espanha, no século XIII este uso finalmente tornou-se geral no Ocidente e "paróquia" passou a designar exclusivamente os setores de uma diocese administradas por um padre ou presbítero.
Há diversas categorias de dioceses:

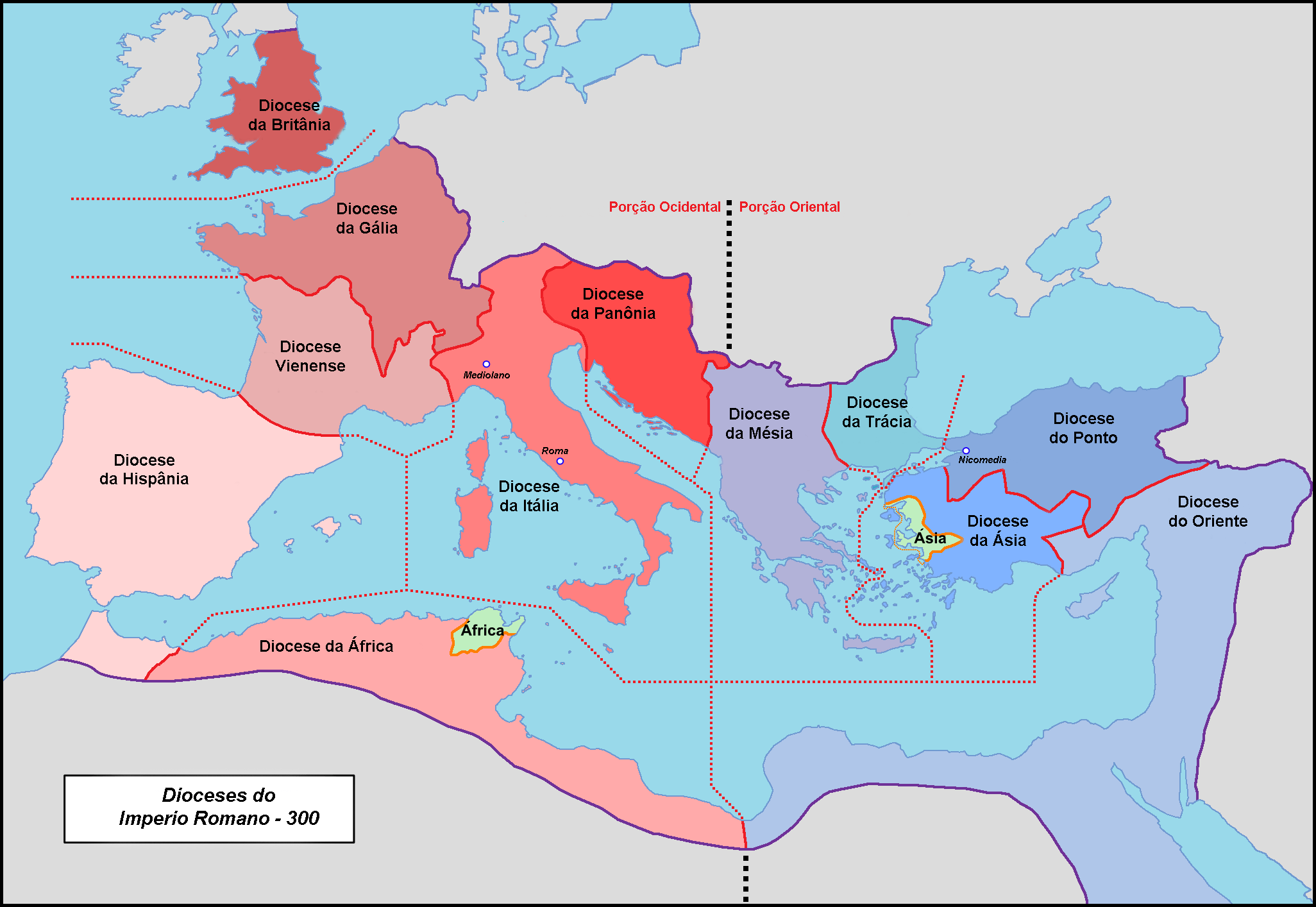
As doze dioceses do Império Romano criadas por Diocleciano, 300

- Arquidioceses ou patriarcados, quando governadas por um arcebispo ou patriarca;
- Sufragâneas, pertencentes a uma província eclesiástica;
- isentas quando submetidas à Santa Sé;
- residenciais, com administração própria;
- suburbicárias, localizadas em torno da Diocese de Roma;
- titulares, quando se mantêm apenas os nomes de importantes dioceses extintas.

## Situação das dioceses nos países de língua portuguesa

### Em Angola
A primeira diocese angolana foi a Diocese de Angola e Congo, criada em 1596 e com sede na cidade de Luanda, sufragânea da Arquidiocese de Lisboa. O seu território abrangeu todo o país até 1940, quando foram criadas as dioceses de Nova Lisboa e Silva Porto, actuais Huambo e Cuíto. Nessa data a Diocese de Angola e Congo foi elevada a arquidiocese e passou a designar-se Arquidiocese de Luanda. Durante os últimos anos de administração portuguesa, foram ainda criadas as seguintes dioceses:
- Sá da Bandeira, actual Lubango, em 1955;
- Malanje, em 1957;
- Luso, actual Luena, em 1963;
- Carmona e São Salvador, actual Uíge, em 1967;
- Benguela, em 1970;
- Henrique de Carvalho, actual Saurimo, Novo Redondo, actual Sumbe, Pereira d'Eça, actual Ondijiva, e Serpa Pinto, actual Menongue, em 1975.

Em 1977 as dioceses de Huambo, Lubango e foram elevadas a arquidioceses.
Após a independência foram criadas as seguintes dioceses:
- Cabinda e Mabanza Congo, em 1984;
- Nadalatando, em 1990;
- Dundo, em 2001;
- Namibe, em 2009.

Angola conta actualmente com 17 dioceses.

### No Brasil
O Brasil tem atualmente 41 arquidioceses e 210 dioceses. Veja o artigo principal sobre Circunscrições eclesiásticas católicas do Brasil.

### Em Cabo Verde
Existem duas dioceses em Cabo Verde: a Diocese da Praia ou Santiago de Cabo Verde, criada em 1533, e a Diocese do Mindelo, criada em 2003.

### Em Guiné-Bissau
Em Guiné-Bissau existem actualmente duas dioceses: a Diocese de Bissau, criada em 1977, e a Diocese de Bafatá, criada em 2001. Durante a administração portuguesa, a Guiné-Bissau até 1940 dependia da Diocese da Praia, também conhecida como Santiago de Cabo Verde. Em Guiné-Bissau, a propagação do cristianismo tem sido lento. Mais de 50% da população adere a crenças indígenas. 45% do povo, sobretudo no interior, professa o Islão, sendo o cristianismo 5% da população, com a maioria da concentração zona litoral e centro do país.
A 4 de setembro de 1940 foi finalmente criada a Missão sui iuris da Guiné Lusitana. A 29 de abril de 1955 foi elevada a Prefeitura Apostólica sob o mesmo nome. No dia 1 de janeiro de 1975 a Prefeitura Apostólica mudou o nome para Guiné-Bissau, sendo posteriormente elevada a Diocese de Guiné-Bissau no dia 21 de março de 1977, imediatamente sujeita à Santa Sé. No 13 de março de 2001, a diocese é subdividida para formar a Diocese de Bafatá. Ambas dioceses são isentas e dependem diretamente da Santa Sé.

### Em Moçambique
A primeira unidade religiosa autónoma em Moçambique foi a Prelazia de Moçambique, criada em 1612, sufragânea da Arquidiocese de Goa, com sede em Sena e depois de 1780 na Ilha de Moçambique. O seu território abrangia todo o país até 1940 quando foram criadas 3 dioceses com sede nas cidades de Lourenço Marques, Beira e Nampula. Durante os últimos anos de administração portuguesa, foram ainda criadas as seguintes dioceses:
- Diocese de Quelimane, em 1954;
- Diocese de Pemba, então Porto Amélia, em 1957;
- Diocese de Inhambane, em 1962;
- Diocese de Tete, em 1962;
- Diocese de Lichinga, então Vila Cabral, em 1963;
- Diocese de Xai-Xai, então João Belo, em 1970.

Em 1984 as dioceses da Beira, e Nampula eram elevadas à dignidade de Arquidiocese da Beira, Arquidiocese de Nampula.
Após a independência foram criadas as seguintes dioceses:
- Diocese de Chimoio, em 1990;
- Diocese de Nacala, em 1991;
- Diocese de Gurué, em 1993.

Moçambique conta actualmente com 12 dioceses.

### Em Portugal

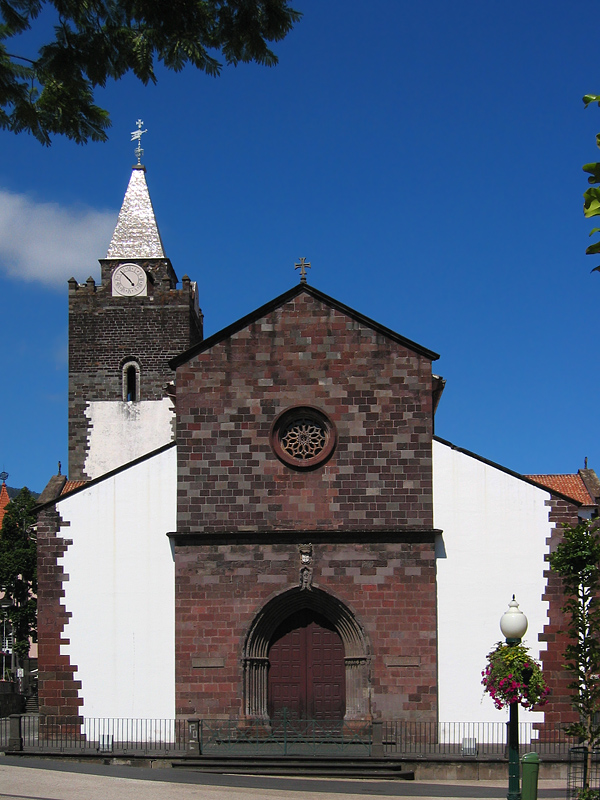
Catedral da Diocese de Funchal

No ano 300 há conhecimento de duas dioceses em Portugal: Évora e Ossónoba. Do ano 400 já existem referências às dioceses de Braga e de Lisboa. O cronista Idácio era bispo de Chaves (Aquae Flaviae), segundo ele próprio declara, ao narrar a sua prisão pelos visigodos, como refém, em 462, mas não se fala mais nessa diocese.
A pedido do rei suevo Teodomiro, no Concílio de Lugo, no ano de 569, criaram-se as dioceses de Idanha, que se desmembrou da de Coimbra; Lamego, desmembrada da de Viseu; Porto e Tui, desmembradas da Diocese de Braga.
Em 589, a sede da diocese foi transferida de Conímbriga para Emínio. Caliábrica, que, em 580, era paróquia da diocese de Viseu, foi depois elevada a diocese, e o seu primeiro bispo esteve no IV Concílio de Toledo. Com a invasão árabe, a vida religiosa foi afectada pois a maior parte dos cristãos e o clero tiveram de se refugiar no Norte.
As invasões, e as perseguições movidas por alguns governadores fizeram desaparecer os quadros administrativos e militares, provocaram o abandono das terras, arruinaram mosteiros e templos, mas não conseguiram apagar a tradição diocesana a Norte do Rio Tejo. Os documentos do tempo da Reconquista mencionam os bispos de Braga a viverem em Lugo. À medida que as campanhas de Fernando Magno, Afonso VI, Afonso Henriques e Sancho I recuperavam o território peninsular, iam-se restaurando as dioceses e colocando bispos.
O território de entre Lima e Minho pertencia à Diocese de Tui, que o governava através de vigários. Por esta diocese ter aderido ao Papa de Avinhão a parte portuguesa separou-se formando a diocese de Valença. Mais tarde esta diocese foi anexa ao bispado de Ceuta em 1473. A Diocese do Porto foi administrada pelos prelados de Braga até à eleição de D. Hugo. Lamego foi administrada por Coimbra desde 1101 até à eleição de D. Mendo, acontecendo o mesmo a Viseu até à eleição de D. Odório.
A Diocese de Lisboa foi restaurada depois da conquista de 1147, tendo sido nomeado o cruzado inglês Gilberto de Hastings. Em 1716, é dividida em duas metrópoles: a oriental com sede na capela real, governada por um arcebispo, e a ocidental governada por um patriarca elevado a cardeal em 1737. A de Lisboa foi extinta em 1840, ficando apenas uma metrópole. Évora tem arcebispo em 1540, o cardeal D. Henrique.
Em 1539, é transferida para Faro a Diocese de Silves (Ossónoba) e em 1564 toma posse nessa diocese bispo Jerónimo Osório. Os prelados são mais conhecidos por bispos do Algarve do que de Faro.
A pedido de D. João III foram criadas as dioceses de Leiria e Miranda, a primeira desmembrada de Coimbra e a segunda de Braga. Paulo III criou a diocese de Portalegre em 1549, com povoações que tirou a Guarda e Évora.
A pedido de D. Sebastião, Pio V criou a Diocese de Elvas com territórios de Évora, Olivença, Campo Maior e Ouguela anexos à de Ceuta. A instâncias de D. José I, Clemente XIV criou as dioceses de Beja, Penafiel e Pinhel. Clemente XIV também criou as dioceses de Castelo Branco e Aveiro: a primeira com territórios da Guarda e a segunda com territórios de Coimbra.
Em 1881, o número de dioceses diminui a pedido do rei de Portugal e é o bispo do Porto que põe em execução a bula pontifícia, suprimindo as dioceses de Aveiro, Castelo Branco, Elvas, Leiria e Pinhel, a prelazia de Tomar e o priorado do Crato. Em 1918, é restaurada a diocese de Leiria, com freguesias de Coimbra e Lisboa. O Papa Pio XI restaurou a diocese de Aveiro em 1938, com freguesias desmembradas de Coimbra, Porto e Viseu. Deste modo, Portugal continental ficou com quinze dioceses, divididas em três províncias eclesiásticas: Braga, Évora e Lisboa. Pela última criação de dioceses, surgiram as de Viana do Castelo, Santarém e Setúbal, no ano de 1975, cifrando-se, agora, o seu número em dezoito.

### Em São Tomé e Príncipe
A diocese de São Tomé e Príncipe foi criada em 3 de novembro de 1534. Até 1842 o seu território abrangia toda a costa do golfo da Guiné. Designou-se diocese de São Tomé até 1957.

### Em Timor-Leste
Presentemente, a Igreja está presente em Timor-Leste através de três circunscrições eclesiásticas (dioceses), directamente dependentes da Santa Sé. A diocese de Díli é a mais antiga diocese do país, erigida a 4 de setembro de 1940. A diocese de Baucau é a segunda diocese timorense, sendo erigida a 30 de novembro de 1996 e a diocese de Maliana é a terceira diocese, erigida em 30 de janeiro de 2010.